# Regent Sky
Le Stena Baltica est un ferry commandé en 1979 au chantier naval Stoczina Gdanskau de Gdańsk par la compagnie suédoise Stena Line. Sa construction est annulée en 1986 à cause des problèmes financiers rencontrés par le chantier naval qui entraînent du retard dans la construction. Le navire est renommé Regent Sky à la suite de son rachat par Regent Cruises en 1989 et remorqué jusqu'à Chalcis pour être achevé, mais la compagnie fait faillite en 1995, alors que les travaux sont achevés à 60 %. Plusieurs fois mis aux enchères, le navire est finalement acquis par un chantier de démolition navale turc et détruit à Aliağa en 2011 sous le nom de Zoe.

## Histoire

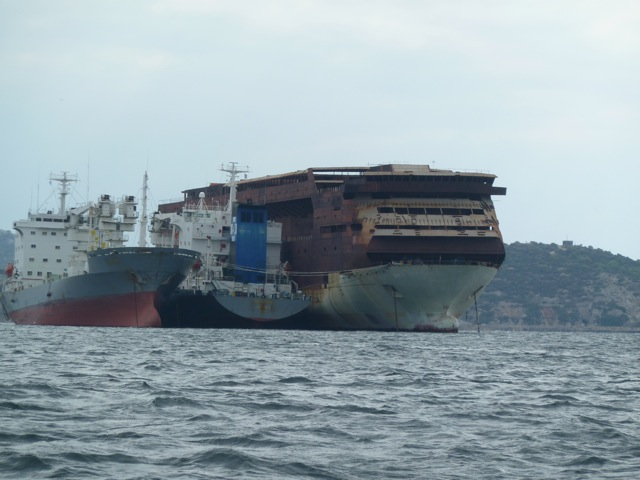
Le Regent Sky (à droite) désarmé dans la baie d’Éleusis en 10 2010.

Le Stena Baltica fait partie d’une série de 4 ferries (composée par le Stena Scandinavica (en), le Stena Germanica (en) et le Stena Polonica) commandé en 1979 au chantier naval Stoczina Gdanskau de Gdańsk par la compagnie suédoise Stena Line. Sa construction débute en 1984, après le lancement des deux premiers ferries, mais elle est ralentie par les problèmes financiers du chantier naval et la Stena Line annule la commande des deux derniers navires (le Stena Baltica et le Stena Polonica). Le navire est alors désarmé sur le slipway et les moteurs prévus pour sa construction sont vendus.
En 1989, la coque est achetée par la compagnie Regency Cruises (en) qui souhaite en faire un navire de croisière sous le nom de Regent Sky. Le navire est lancé en juin 1990 sous son nouveau nom, puis remorqué jusqu’aux chantiers Alvis Shipyards de Perama où il est agrandi de 50 mètres et reçoit quatre moteurs Diesel Wärtislä. En 1995, la Regency Cruises fait faillite, alors que la construction est achevée à 60 %. Le navire est alors saisi par la Banque de Grèce. Les moteurs sont retirés et vendus, puis le navire, qui devient, en 1999, la propriété de la Sea Nomad Maritime. Cette dernière a pour but de compléter la construction. En janvier 2001, la construction est interrompue, puis le navire est désarmé en baie d’Éleusis en juin 2004. La compagnie Jay Management l'achète en décembre 2007, avec comme projet d'achever le navire, mais la rouille accumulée sur la coque pose un problème de flottabilité qui force la compagnie à vendre le navire à un chantier de démolition turc en juillet 2011. Le Regent Sky est alors détruit à Aliağa sous le nom de Zoe.